# George Argyros
George Argyros (nacido en 1937) es exembajador de Estados Unidos en España. También es inversor inmobiliario, y fue propietario de los Seattle Mariners, un equipo de la Major League Baseball, de 1981 a 1989. 

## Juventud y vida personal
George Argyros nació en Detroit (Míchigan) y se crio en Pasadena (California). Argyros es un ciudadano estadounidense de segunda generación; sus abuelos emigraron de Grecia. Se graduó en Negocios y Economía por la Universidad de Chapman en 1959. Posteriormente fue miembro del consejo de administración de dicha universidad, llegando a ostentar el cargo de presidente entre los años 1976 y 2001. La Escuela Argyros de Negocios y Economía de la Universidad de Chapman se llama así en su honor.
Es administrador del Instituto de Tecnología de California, así como miembro del Consejo del Centro de Estudios Estratégicos e Internacionales, en Washington D. C..
Él y su esposa, Julia Argyros, tienen tres hijos y siete nietos.

## Negocios
Argyros hizo su fortuna gracias a las inversiones inmobiliarias. Comenzó su carrera profesional dirigiendo una tienda de comestibles, y de ahí pasó al negocio de compraventa de gasolineras. También se dedicó a comprar y vender propiedades en el sur de California. Desde 1981 hasta 1989 fue dueño del equipo de béisbol Seattle Mariners. Ha formado parte de la junta directiva de numerosas corporaciones.
Argyros ha hecho negocios a través de la empresa inmobiliaria Arnel & Affiliates ("Arnel Property Management Company"). Arnel & Affiliates opera principalmente en el sur de California. Gracias a sus prácticas comerciales, Argyros ha alcanzado un patrimonio neto de aproximadamente mil millones de dólares.

## Política
Argyros participó en el Comité Asesor de Política Comercial y Negociaciones para el embajador comercial de Estados Unidos, renunciando a dicho puesto en 1990, cuando el presidente Bush le nombró miembro del Consejo de la Corporación Federal de Préstamos Hipotecarios (FreddieMac). Su mandato en el Consejo de Freddie Mac finalizó en marzo de 1993.
En 2001 Argyros fue nombrado embajador en España y Andorra. Juró su cargo el 21 de noviembre de 2001. Muchos consideraron este nombramiento una recompensa política por sus esfuerzos de recaudación de fondos para el Partido Republicano.

## Béisbol
En 1981, Argyros compró los Seattle Mariners. Desde su creación en 1977, el equipo había estado intentando prosperar. Se hizo cargo de él con un presupuesto reducido y se planteó trasladarlo a otro lugar. Argyros vendió el equipo a Jeff Smulyan en 1989. Intentó comprar los San Diego Padres en 1987 y vender los Mariners, pero no fue posible llegar a un acuerdo con Joan Kroc, propietario de los Padres.

## Filantropía
En octubre de 2013, George Argyros y su mujer anunciaron dos donaciones de un millón de dólares en beneficio del arte en la ciudad natal de ella, Adrian (Míchigan). Una de estas donaciones ayudó a poner en marcha una campaña de recaudación de fondos de 3,5 millones de dólares para el Croswell Opera House, y la otra contribuyó a la educación en bellas artes a través de la Adrian Schools Educational Foundation.